# Choroba Haileya-Haileya
Choroba Haileya-Haileya (łac. pemphigus chronicus benignus familiaris lub morbus Hailey-Hailey) – rzadka, rodzinnie występująca choroba pęcherzowa, o dziedziczeniu autosomalnym dominującym z niepełną penetracją genu. Podłoże tej choroby jest odmienne niż pęcherzycy zwykłej i liściastej, należących do chorób autoimmunologicznych. Choroba Haileya-Haileya ma wiele cech klinicznych i histologicznych wspólnych z chorobą Dariera. Tę jednostkę chorobową jako pierwsi opisali w 1939 roku dwaj Amerykanie, bracia William Howard Hailey (1898–1967) i Hugh Edward Hailey (1909–1964). W piśmiennictwie polskim stosowano wcześniej nazwy „łagodna przewlekła pęcherzyca Haileya” i „łagodna pęcherzyca rodzinna”, ale odstąpiono od nich, ponieważ nie ma podobieństwa w patogenezie tej choroby do pęcherzycy.

## Etiopatogeneza
Przyczyną choroby jest mutacja w genie ATP2C1 w locus 3q21-q24. Mutacja ta powoduje nieprawidłowe rozmieszczenie desmoglein i desmokolin i defekt struktury desmosomów. Różne czynniki (mechaniczne, alergiczne, toksyczne, infekcyjne) powodują oddzielanie się keratynocytów.

## Objawy i przebieg
Zmiany w chorobie Haileya-Haileya mają charakter zlewnych ognisk pęcherzykowo-nadżerkowych ze szczelinami i rozpadlinami na podłożu rumieniowym. Mają typowe umiejscowienie: głównie w fałdach skórnych (okolicach pachowych, pachwinowych), na bocznych powierzchniach szyi, niekiedy na całym tułowiu. Czasem zajmują błony śluzowe jamy ustnej, przełyku i pochwy. Stan ogólny chorych jest zazwyczaj dobry. Przebieg jest nawrotowy z okresami remisji.

## Różnicowanie
- odmiana pęcherzykowa choroby Dariera
- wyprzenia na tle bakteryjnym lub grzybiczym

## Leczenie
Przede wszystkim leczenie miejscowe: osuszanie zmienionej chorobowo skóry, antybiotykoterapia skojarzona z kortykosteroidami.
W przypadkach opornych na leczenie miejscowe stosuje się sulfony i ewentualnie małe dawki kortykosteroidów.